# Enlèvement d'enfants par le Troisième Reich
Pendant la Seconde Guerre mondiale, environ 200 000 enfants polonais, ainsi qu'un nombre indéterminé d'enfants d'autres nations, ont été arrachés à leurs foyers et transférés de force en Allemagne nazie à des fins de travail forcé, d'expérimentation médicale et de germanisation.
Ces enlèvements visaient à obtenir et germaniser des enfants présentant une apparence aryenne et nordique, car les dirigeants nazis pensaient que leurs ascendants étaient des colons allemands qui avaient migré en Pologne. Ces enfants, catégorisés comme « racialement précieux », étaient germanisés malgré eux dans des centres puis expédiés dans des familles allemandes et les écoles primaires des Schutzstaffel (SS).
L'association « Enfants volés : les victimes oubliées » (Geraubte Kinder - Vergessene Opfer e.V.), basée en Allemagne, représente les victimes des enlèvements.

## Contexte
Dans un discours célèbre prononcé le 22 août 1939 à Obersalzberg devant ses chefs militaires, Adolf Hitler approuve l'assassinat sans pitié ni merci de tous les hommes, femmes et enfants d'ethnie ou de langue polonaise.
Le 7 novembre 1939, Hitler décrète que Heinrich Himmler, dont le titre à l'époque est Reichskomissar für die Festigung deutschen Volkstums, devient responsable des mesures appliquées aux populations dans les territoires occupés. La création du programme d'enlèvement d'enfants figure très probablement dans un document intitulé Rassenpolitisches Amt der NSDAP. Le 25 novembre 1939, Himmler reçoit un document de 40 pages intitulé : « La question du traitement des populations dans l'ancien territoire polonais sous l'angle de la politique raciale ». Le dernier chapitre de ce document porte sur les enfants polonais « racialement précieux » et les stratégies pour les rafler de force dans le cadre des programmes et objectifs nazis :
« Nous devons exclure des déportations les enfants racialement précieux et les élever dans l'ancien Reich, soit dans des établissements scolaires adaptés soit dans des familles allemandes. Les enfants ne doivent pas compter plus de huit ou dix ans, car au-delà ils ne pourront pas évoluer réellement dans leur identification nationale, c'est-à-dire la "germanisation finale". À cette fin, il faut entièrement séparer les enfants de leur parenté polonaise. Les enfants recevront des noms allemands et un bureau spécial s'occupera de leur ascendance. »
Himmler indique les directives particulières pour l'enlèvement des enfants polonais dans deux documents : Einige Gedanken ueber die Behandlung der Fremdenvoelker im Osten (« quelques idées sur le traitement des étrangers de l'Est ») daté du 15 mai 1940 et un memorandum top-secret daté du 25 mai 1940 : « Le traitement des étrangers raciaux de l'Est »,. Himmler « décrit aussi les grandes lignes de l'administration de la Pologne annexée et du Gouvernement général, à savoir les travaux forcés pour les Polonais et l'enlèvement d'enfants choisis selon des critères raciaux à des fins de germanisation ».
La stratégie de Himmler comprend entre autres ces points clés :
- Sur le territoire polonais ne resteraient que quatre écoles primaires où l'instruction serait rudimentaire. Les enfants y apprendraient à compter jusqu'à seulement 500, à écrire leur propre nom et entendraient que Dieu enjoint aux Polonais de servir les Allemands. L'apprentissage de l'écriture était considéré comme superflu pour la population polonaise.
- Les parents qui souhaiteraient une meilleure instruction pour leurs enfants devraient obtenir un permis spécial auprès de la SS et de la police. Ce permis serait accordé aux enfants catégorisés comme « racialement précieux ». En revanche, les enfants catégorisés en tant que « faible valeur raciale » ne recevraient aucune instruction supplémentaire.
- Chaque année se tiendrait une sélection des enfants âgés de six à dix ans selon les critères raciaux nazis. Les enfants correspondant au profil germanique seraient emmenés en Allemagne, recevraient un nouveau nom et seraient germanisés[11]. Ce plan vise à détruire les Polonais en tant que groupe ethnique en laissant en Pologne une importante population d'esclaves qui serait exploitée au cours des dix prochaines années. Au bout de 15 ou 20 ans, les Polonais seraient entièrement exterminés[13].

Le 20 juin 1940, Hitler approuve les directives de Himmler et ordonne que des exemplaires soient adressés aux principaux services de la SS, aux Gauleiters des territoires occupés en Europe centrale et au gouverneur de Pologne ; il ordonne aussi que l'enlèvement des enfants polonais, pour en sélectionner les représentants aryens, devienne une priorité dans ces territoires,,.
Himmler a réfléchi à l'idée de lancer des projets similaires en France occupée. D'après les Libres propos d'Adolf Hitler, Himmler pense que le « problème français » trouverait sa meilleure issue dans des prélèvements annuels d'enfants racialement sains, choisis dans la « population germanique de France ». Il souhaite qu'ils soient placés dans des pensionnats allemands, afin de les séparer de leur nationalité française « accidentelle » et de favoriser chez eux la prise de conscience de leur « sang germanique ». Hitler répond que « les tendances de petite bourgeoisie religieuse du peuple français rend pratiquement impossible le sauvetage des éléments germaniques tenus dans les griffes de la classe dirigeante de ce pays ». Martin Bormann en revanche pense que cette stratégie est intelligente.

## Conditions de transfert

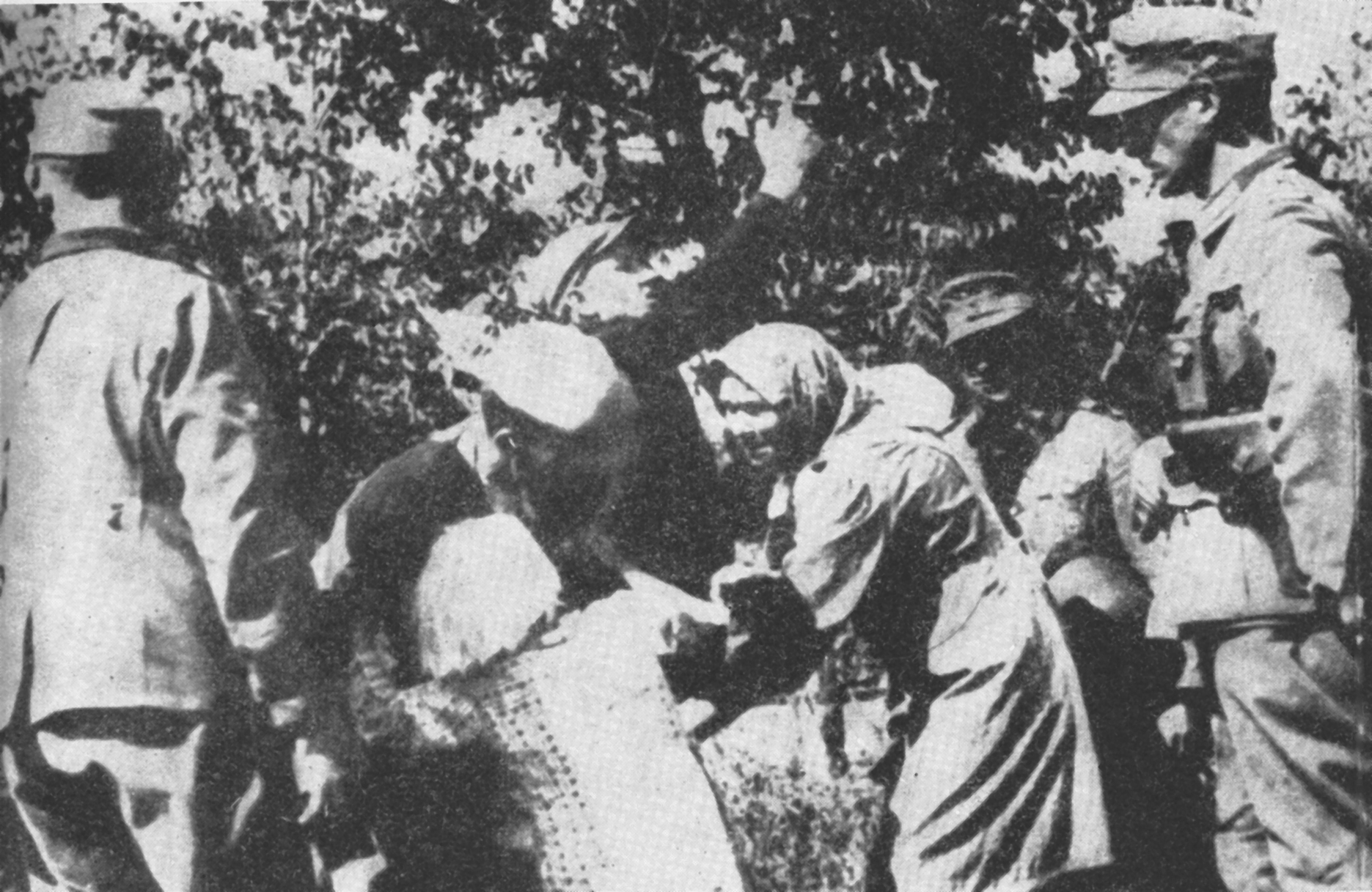
Vol d'enfants polonais pendant l'opération nazie Action Zamość.

Les enfants, dont quelques-uns de Lidice, sont enlevés de force, souvent après l'assassinat de leurs parents dans les camps de concentration ou leur exécution en tant que « partisans ». Certains enfants sont prétendument issus d'une relation entre des soldats allemands et des mères étrangères ; d'autres qualifiés d'« orphelins allemands » élevés dans des familles non allemandes. Il est vrai que les orphelinats et les résidences pour enfants, ainsi que les enfants placés dans des familles d'accueil, forment la cible prioritaire car les nazis croient que les Polonais, dans une stratégie délibérée et systématique, ont « polonisé » des enfants d'origine allemande.

## Sélection

Kinder-KZ (en rouge, numéro 15) au ghetto de Łódź. Lieu de sélection des enfants.

Les enfants sont placés dans des camps spéciaux temporaires relevant des services de santé, ou du Lebensborn, appelés Kindererziehungslager (« camps d'éducation pour enfants »). Ils passent ensuite par une procédure spéciale de « sélection de la qualité » ou de « sélection raciale » : un examen racial approfondi conjugué à des tests psychologiques et des examens médicaux menés par des experts du RuSHA ou d'autres médecins. La « valeur raciale » d'un enfant est déterminée pour le rattacher à l'une des 11 catégories selon les proportions de son corps, la couleur de ses yeux et de ses cheveux, la forme de son crâne...
Pendant cette procédure, les enfants sont partagés en trois groupes :
1. « croissance démographique souhaitée » (erwünschter Bevölkerungszuwachs) ;
2. « croissance démographique acceptable » (tragbarer Bevölkerungszuwachs) ;
3. « croissance démographique indésirable » (unerwünschter Bevölkerungszuwachs)[19].

Un enfant qui satisfait aux « critères raciaux » peut néanmoins être assigné au deuxième groupe s'il présente des traits comme « tête de forme ronde » en termes d'indice céphalique. Des enfants sont rattachés au troisième groupe s'ils sont atteints de tuberculose, s'ils présentent une forme crânienne « dégénérée » ou « des traits gitans ». Une petite fille qui portait une légère marque de naissance aurait été rejetée si celle-ci eut été plus grande.
Ces examens raciaux déterminent l'avenir des enfants, qui sont soit tués, soit envoyés en camp de concentration, soit confrontés à d'autres conséquences. Par exemple, si un enfant est retiré de force à ses parents, les « examens médicaux » peuvent être menés en secret et sous un prétexte quelconque.
Certains jeunes sont considérés comme d'authentiques allemands et, parmi eux, des enfants sont issus de parents exécutés parce qu'ils ont résisté à la germanisation.

## Procédures administratives des nazis
Une fois passés par la sélection, les enfants âgés de 6 à 12 ans sont expédiés vers des foyers spéciaux. Leurs noms sont modifiés pour correspondre à une consonance allemande. Les enfants sont obligés d'apprendre l'allemand et, s'ils persistent à s'exprimer en polonais, ils sont battus. Ils entendaient que leurs parents étaient morts, même si ce n'était pas la vérité. Les enfants qui refusent d'apprendre l'allemand ou qui se souviennent de leurs origines polonaises sont renvoyés dans les camps pour jeunes en Pologne.
Les autorités sont réticentes à autoriser l'adoption officielle des enfants car les procédures risquent de révéler leurs origines polonaises. Et de fait, certains enfants subissent des maltraitances quand leurs parents adoptifs découvrent qu'ils sont polonais. En outre, l'adoption pose problème parce qu'une surveillance ou des compléments d'information risquent de révéler des problèmes concernant l'enfant. Dans le cas d'une fillette adoptée, Rosalie K., des preuves ont montré que sa mère était épileptique et les autorités, malgré les souhaits de sa famille allemande d'adoption, ont immédiatement décidé que la germanisation, l'instruction et l'adoption de l'enfant ne sont plus justifiées. Quand des parents adoptifs demandent un certificat d'adoption, des documents falsifiés leur sont remis.

## Expérimentations médicales
Les enfants qui ne réussissent pas les examens et critères impitoyables des nazis sont envoyés comme cobayes pour des expérimentations dans des centres spéciaux. Les enfants qui y sont envoyés ont entre 8 mois et 18 ans. Deux de ces centres se trouvent en Pologne occupée ; l'un d'eux, Medizinische Kinderheilanstalt, est à Lubliniec en Haute-Silésie. Les enfants y sont aussi victimes d'« euthanasie » forcée. Le second centre se trouve à Cieszyn. Les jeunes prisonniers reçoivent des substances psychoactives, chimiques ou autres à des fins d'expérimentation médicale, bien que l'objectif véritable de ces procédure consiste à exterminer en masse les victimes.

## Heuaktion

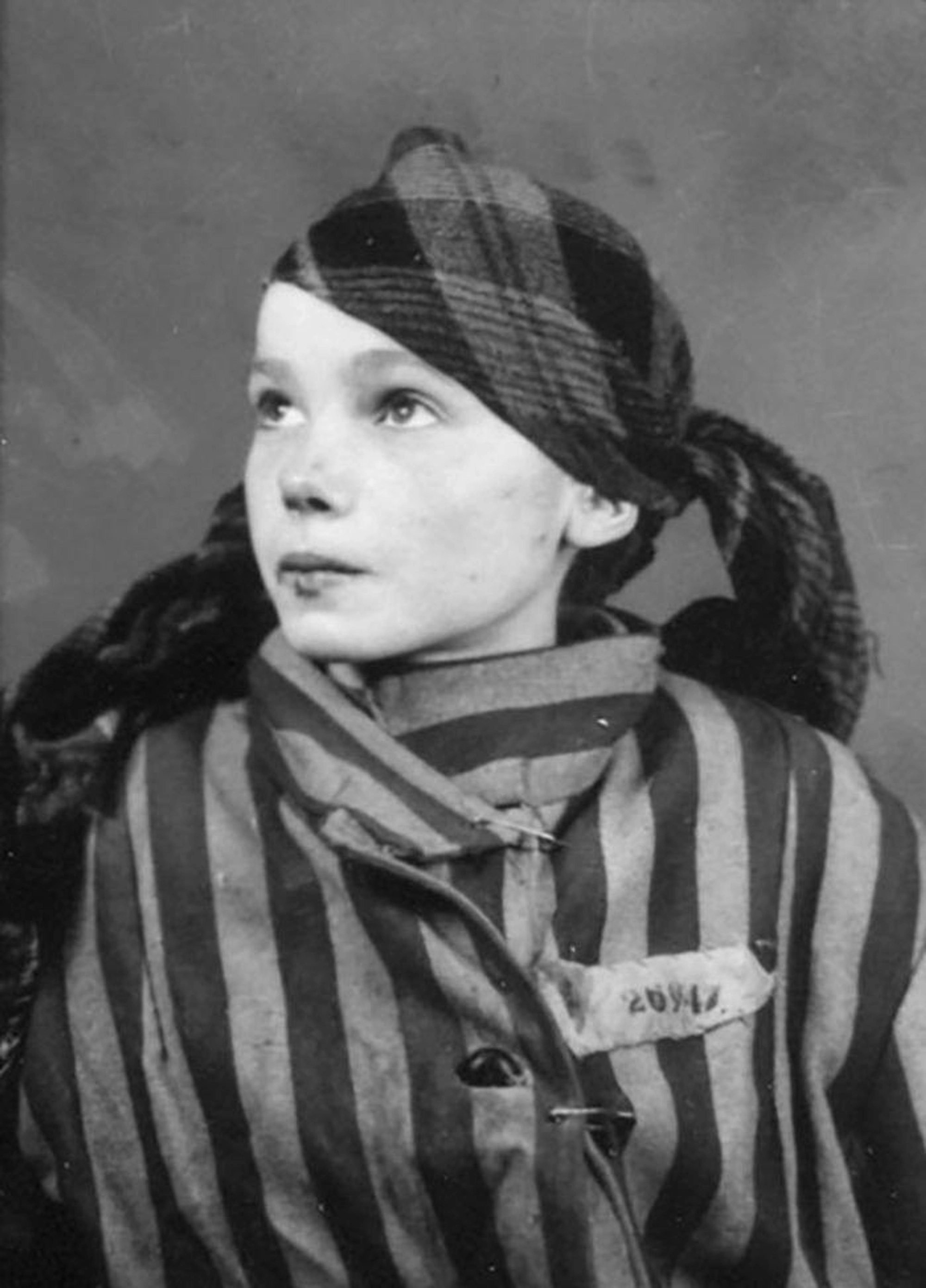
Czesława Kwoka fait partie des nombreux enfants polonais assassinés à Auschwitz.

Le 10 juin 1944, Gottlob Berger, co-auteur du pamphlet Der Untermensch et promoteur du pamphlet Mit Schwert und Wiege (« avec l'épée et le berceau ») pour recruter des non-Allemands, propose à Heinrich Himmler le plan top-secret « Heuaktion » selon lequel la 9e armée procédera à l'« évacuation » de 40 000 à 50 000 enfants âgés de 10 à 14 ans depuis le territoire du centre militaire pour les faire travailler au service du Troisième Reich.
Heuaktion n'a pas été appliqué à grande échelle, peut-être à cause des arguments en sa défaveur : « Le ministre [Himmler] craignait que cette entreprise ne conduise aux pires conséquences politiques et qu'elle ne soit considérée comme un enlèvement d'enfants et que ces enfants ne représentent pas un élément important dans l'armée... Le ministre préférait que ce programme ne soit appliqué qu'aux adolescents de 15 à 17 ans ». Toutefois, entre mars et octobre 1944, 28 000 jeunes de 10 à 18 ans sont déportés de Biélorussie pour travailler dans le complexe militaro-industriel allemand,.

## Statistiques
D'après les estimations officielles de ha Pologne, entre 1940 et 1945 environ 200 000 enfants polonais ont été enlevés par les nazis,,. William Rubinstein propose un nombre allant jusqu'à 200 000. Dirk Moses (en) pense que 20 000 enfants sont enlevés en Pologne, 20 000 en Union soviétique et 10 000 en Europe de l'Ouest et en Europe du Sud-Ouest,,. Tadeusz Piotrowski, dans son livre Poland's Holocaust, déclare que 200 000 enfants polonais ont été enlevés, dont seuls 15 à 20 % ont été récupérés soit par leur famille, soit par le gouvernement polonais après la guerre. Tara Zahra (en) estime que le nombre d'enfants arrachés à leurs parents correspond à une fourchette comprise entre 40 000 et 50 000 enfants de Biélorussie dans le cadre de l'Heuaktion à des fins de travail forcé, 28 000 jeunes soviétiques « de moins de 18 ans » affectés au travail auprès de la Luftwaffe, « des dizaines de milliers » d'enfants polonais, tchèques, slovènes et silésiens enlevés pendant les évacuations puis envoyés dans des orphelinats et dans les camps de Jeunesses hitlériennes, un nombre inconnu d'enfants enlevés aux femmes forcées de travailler en Allemagne et entre 20 000 et 50 000 autres « enlevés à dessein » en Europe de l'Est. D'autres enfants non germanophones sont évacués en même temps que les civils Allemands (en) et des dizaines de milliers d'enfants étrangers ont été engagés dans le travail forcé ou nés de femmes réduites en esclavage en Allemagne. La confusion entre des enfants allemands d'Europe de l'Est et d'autres non-allemands contribue à gonfler les estimations. L'association « Stolen children. Forgotten victims », qui représente les victimes de ces opérations, a présenté les chiffres suivants en 2018 :
- Pologne : entre 50 000 et 200 000 enlèvements ;
- Heuaktion en Pologne, en Ukraine et en Biélorussie : entre 40 000 et 50 000 enlèvements ;
- Tchéquie : 1 000 enlèvements ;
- Slovénie : 1 000 enlèvements[34].

## Mémoire
Après la guerre, une plaque commémorative est installée à Lublin en hommage aux travailleurs des chemins de fer qui ont tenté de sauver les enfants polonais de la captivité aux mains des allemands.